# Telurips
Telurips là một chi bướm đêm thuộc phân họ Tortricinae của họ Tortricidae.

## Các loài
- Telurips peruvianus Razowski, 1988